# Dionys Schönecker

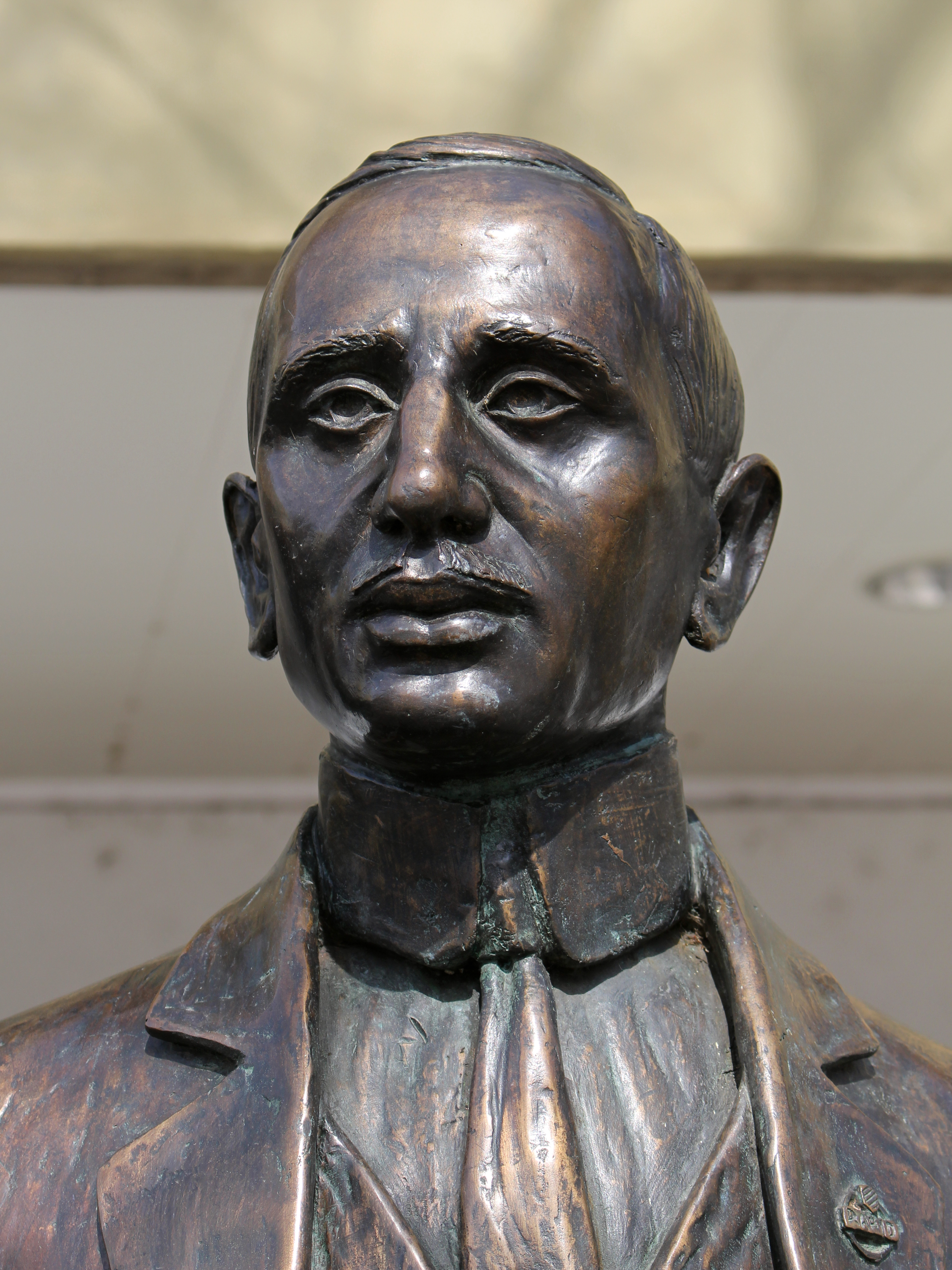
Bronzestatue von Dionys Schönecker vor dem Rapideum (Museum des SK Rapid Wien)

Dionys Schönecker „Mister Rapid“ (* 29. April 1888 in Wien; † 14. September 1938 in Wien) war ein österreichischer Fußballspieler, -trainer und -funktionär beim SK Rapid Wien.

## Werdegang
Seine Karriere als Fußballer (1906–1910) war nur kurz und mäßig erfolgreich. Zu der Zeit gab es noch keine reguläre Meisterschaft. Er übernahm die Rapid als Sektionsleiter 1910 und hatte diese Funktion bis zu seinem Tod inne. Bis 1925 war er auch Trainer. Die Übernahme des Klubs erfolgte in einer finanziell sehr schlechten Situation. Der Klub hatte seinen Platz verloren und war dadurch obdachlos geworden. Der Großteil der Kampfmannschaft verließ den Verein, Schönecker entschloss sich den Betrieb mit der Jugendmannschaft als neue Kampfmannschaft fortzusetzen.
Diese Jugendmannschaft wurde bereits in der ersten regulären Meisterschaft 1911/12 Meister. 1912 erhielt der Klub auch einen neuen Heimplatz mit der Pfarrwiese, der von Schöneckers Bruder und ehemaligen Nationalspieler Eduard Schönecker geplant wurde. In den späten 1920ern und in den 1930ern war Rapid unter seiner Führung eine der stärksten Vereinsmannschaften Europas (Mitropacupsieger 1930, 2× Finalist). Sein Führungsstil wurde oft als autoritär bezeichnet und wenn es disziplinäre Probleme mit einem Spieler gab, wurde der entsprechende Spieler oft rasch rausgeworfen. Berühmtes Beispiel ist Josef Bican. Schönecker wurden auch immer wieder antisemitische Untertöne vorgeworfen, die sich unter anderem in der Kritik an Teamchef Hugo Meisl manifestierten. Andererseits unterstützte Schönecker die Gründung des jüdischen Klubs SC Hakoah Wien.
Unter der 28-jährigen Amtszeit Dionys Schöneckers von 1910 bis 1938 wurde Rapid 12× Meister, 3× Cupsieger und 1× Mitropacupsieger.
Schönecker starb 1938 im Alter von 50 Jahren an den Folgen einer Blinddarmentzündung. Seine ehrenhalber gewidmete Grabstätte befindet sich auf dem Baumgartner Friedhof in Wien (Gruppe 21, Nummer 19). Im Jahr 1985 wurde in Wien-Penzing (14. Bezirk) die Schöneckergasse nach ihm benannt.

## Persönliche Erfolge
Alle Erfolge hatte er als Sektionsleiter und teilweise auch als Trainer des SK Rapid Wien.
- 12 × Österreichischer Meister: 1911/12, 1912/13, 1915/16, 1916/17, 1918/19, 1919/20, 1920/21, 1921/22, 1922/23, 1928/29, 1929/30, 1934/35, 1937/38
- 3×  Österreichischer Cupsieger: 1918/19, 1919/20, 1926/27
- 1 × Mitropacupsieger: 1930
- 2 × Finalist im Mitropapokal